# SSD Latina Calcio 1932
SSD Latina Calcio 1932 is een Italiaanse voetbalclub uit Latina.
De club werd in 1945 opgericht en meermaals heropgericht. De huidige club dateert uit 2009. In het seizoen 2011/12 speelde de club voor het eerst in 29 jaar in de Lega Pro Prima Divisione, de voormalige Serie C. In 2013 promoveerde de club naar de Serie B. Na het seizoen 2016/17 ging de club failliet en maakte een doorstart in de Serie D

## Eindklasseringen
| Seizoen   | №  | Clubs | Divisie              | Duels | Winst | Gelijk | Verlies | Doelsaldo | Punten | Tsch  |
| --------- | -- | ----- | -------------------- | ----- | ----- | ------ | ------- | --------- | ------ | ----- |
| 2012–2013 | 3  | 16    | Lega Pro Divisione B | 30    | 15    | 9      | 6       | 41–28     | 53     | 2.884 |
| 2013–2014 | 3  | 22    | Serie B              | 42    | 18    | 14     | 10      | 44–36     | 68     | 5.352 |
| 2014–2015 | 13 | 22    | Serie B              | 42    | 11    | 17     | 14      | 38–41     | 50     | 3.810 |
| 2015–2016 | 16 | 22    | Serie B              | 42    | 10    | 16     | 16      | 44–51     | 46     | 3.118 |
| 2016–2017 | 22 | 22    | Serie B              | 42    | 6     | 21     | 15      | 38–50     | 32     | 2.449 |

## Bekende (oud-)spelers
- Alessandro Altobelli (1973–1974)
- Marco Fossati (2011-2012)
- () Nabil Jaadi (2015)
- Federico Viviani (2014-2015)

## Trainer-coaches
| Van        | Tot        | Naam              | D | W | G | V |
| ---------- | ---------- | ----------------- | - | - | - | - |
| 01-07-2016 | 30-06-2017 | Vincenzo Vivarini |   |   |   |   |
| 08-03-2016 | 30-06-2016 | Carmine Gautieri  |   |   |   |   |
| 29-02-2016 | 07-03-2016 | Andrea Chiappini  |   |   |   |   |
| 03-11-2015 | 28-02-2016 | Mario Somma       |   |   |   |   |
| 04-01-2015 | 02-11-2015 | Mark Iuliano      |   |   |   |   |
| 06-10-2014 | 04-01-2015 | Roberto Breda     |   |   |   |   |
| 01-07-2014 | 05-10-2014 | Mario Beretta     |   |   |   |   |
| 12-09-2013 | 30-06-2014 | Roberto Breda     |   |   |   |   |
| 01-07-2013 | 10-09-2013 | Gaetano Auteri    |   |   |   |   |
| 09-04-2013 | 30-06-2013 | Stefano Sanderra  |   |   |   |   |
| 01-07-2012 | 08-04-2013 | Fabio Pecchia     |   |   |   |   |
| 01-07-2000 | 30-06-2001 | Ferdinando Rossi  |   |   |   |   |
| 01-07-1998 | 30-06-1999 | Claudio Tobia     |   |   |   |   |
| 01-07-1976 | 30-06-1979 | Lamberto Leonardi |   |   |   |   |
| 01-07-1975 | 30-06-1976 | Renzo Cappellaro  |   |   |   |   |
| 01-07-1973 | 30-06-1974 | Humberto Rosa     |   |   |   |   |